# Super Bowl XIV
Match précédent Match suivant
Le Super Bowl XIV est l'ultime partie de la saison NFL 1979 de football américain (NFL). Le match a eu lieu le 20 janvier 1980 au Rose Bowl Stadium de Pasadena, Californie.
Les Pittsburgh Steelers ont remporté le quatrième trophée Vince Lombardi de leur histoire en s'imposant 31-19 face aux Los Angeles Rams.
Terry Bradshaw a été nommé meilleur joueur du match.

## Déroulement du match
| Score               | Q1 | Q2 | Q3 | Q4 | Total |
| Los Angeles Rams    | 7  | 6  | 6  | 0  | 19    |
| Pittsburgh Steelers | 3  | 7  | 7  | 14 | 31    |